# Mistrzostwa Świata w Lekkoatletyce 1983 – bieg na 1500 m kobiet

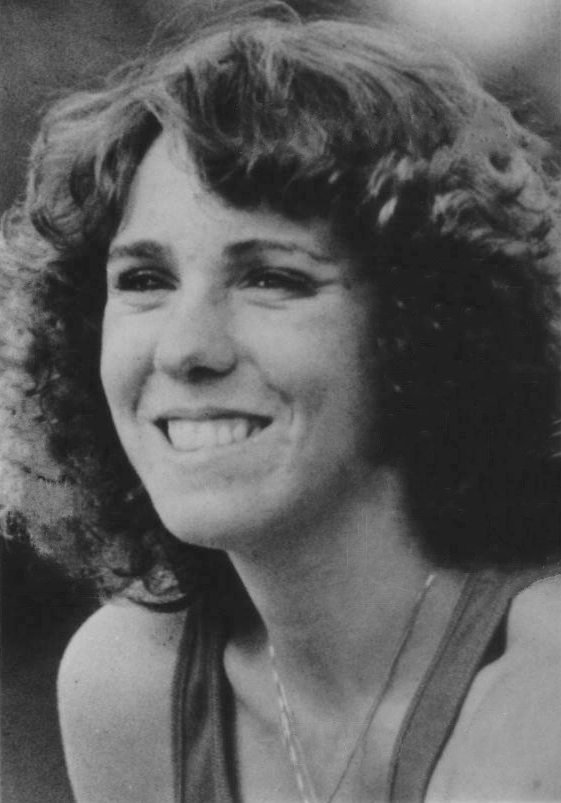
Mistrzyni świata Mary Decker

Bieg na 1500 metrów kobiet – jedna z konkurencji biegowych rozgrywanych podczas lekkoatletycznych mistrzostw świata w 1983 na Stadionie Olimpijskim w Helsinkach.

## Terminarz
| Data        |            |
| ----------- | ---------- |
| 12 sierpnia | Eliminacje |
| 14 sierpnia | Finał      |

## Rekordy
|               | Zawodniczka       | Wynik   | Miejsce | Data                  |
| ------------- | ----------------- | ------- | ------- | --------------------- |
| Rekord świata | Tatjana Kazankina | 3:52,47 | Zurych  | 13 sierpnia 1980(dts) |

## Wyniki

### Eliminacje
Rozegrano 3 biegi eliminacyjne. Z każdego biegu trzy najlepsze zawodniczki automatycznie awansowały do finału (Q). Skład finalistek uzupełniły trzy najszybsze biegaczki spoza pierwszej trójki ze wszystkich biegów eliminacyjnych (q).

### Bieg 1
| Poz. | Imię i nazwisko       | Narodowość                | Wynik   | Uwagi |
| ---- | --------------------- | ------------------------- | ------- | ----- |
| 1    | Rawila Agletdinowa    | ZSRR                      | 4:10,71 | Q     |
| 2    | Ivana Kleinová        | Czechosłowacja            | 4:10,82 | Q     |
| 3    | Brit McRoberts        | Kanada                    | 4:10,88 | Q     |
| 4    | Christiane Wartenberg | NRD                       | 4:10,89 |       |
| 5    | Totka Petrowa         | Bułgaria                  | 4:12,89 |       |
| 6    | Cindy Bremser         | Stany Zjednoczone         | 4:14,10 |       |
| 7    | Kriscia García        | Salwador                  | 4:40,21 |       |
| 8    | Bigna Samuel          | Saint Vincent i Grenadyny | 4:51,35 |       |
| 9    | Christine Bakombo     | Zair                      | 4:54,12 |       |

### Bieg 2
| Poz. | Imię i nazwisko       | Narodowość        | Wynik   | Uwagi |
| ---- | --------------------- | ----------------- | ------- | ----- |
| 1    | Mary Decker           | Stany Zjednoczone | 4:07,47 | Q     |
| 2    | Zamira Zajcewa        | ZSRR              | 4:07,64 | Q     |
| 3    | Wendy Sly             | Wielka Brytania   | 4:08,16 | Q     |
| 4    | Cornelia Bürki        | Szwajcaria        | 4:08,61 | q     |
| 5    | Maria Radu            | Rumunia           | 4:10,15 | q     |
| 6    | Marcianne Mukamurenzi | Rwanda            | 4:20,58 |       |
| 7    | Vivian Pearson        | Malawi            | 5:03,70 |       |
| –    | Aurora Cunha          | Portugalia        | DNS     |       |

### Bieg 3
| Poz. | Imię i nazwisko         | Narodowość      | Wynik   | Uwagi |
| ---- | ----------------------- | --------------- | ------- | ----- |
| 1    | Jekatierina Podkopajewa | ZSRR            | 4:09,39 | Q     |
| 2    | Gabriella Dorio         | Włochy          | 4:09,45 | Q     |
| 3    | Doina Melinte           | Rumunia         | 4:09,71 | Q     |
| 4    | Christina Boxer         | Wielka Brytania | 4:09,88 | q     |
| 5    | Betty Van Steenbroeck   | Belgia          | 4:12,93 |       |
| 6    | Marjo-Riitta Lakka      | Finlandia       | 4:22,33 |       |
| 7    | Hala El-Moughrabi       | Syria           | 4:45,62 |       |
| 8    | Khadija Al Matari       | Jordania        | 5:01,83 |       |
| –    | Brigitte Kraus          | RFN             | DNS     |       |

### Finał
| Poz. | Imię i nazwisko         | Narodowość        | Wynik   | Uwagi |
| ---- | ----------------------- | ----------------- | ------- | ----- |
| 1    | Mary Decker             | Stany Zjednoczone | 4:00,90 |       |
| 2    | Zamira Zajcewa          | ZSRR              | 4:01,19 |       |
| 3    | Jekatierina Podkopajewa | ZSRR              | 4:02,25 |       |
| 4    | Rawila Agletdinowa      | ZSRR              | 4:02,67 |       |
| 5    | Wendy Sly               | Wielka Brytania   | 4:04,14 |       |
| 6    | Doina Melinte           | Rumunia           | 4:04,42 |       |
| 7    | Gabriella Dorio         | Włochy            | 4:04,73 |       |
| 8    | Brit McRoberts          | Kanada            | 4:05,73 | [ 2 ] |
| 9    | Christina Boxer         | Wielka Brytania   | 4:06,74 |       |
| 10   | Cornelia Bürki          | Szwajcaria        | 4:11,61 |       |
| 11   | Ivana Kleinová          | Czechosłowacja    | 4:15,12 |       |
| 12   | Maria Radu              | Rumunia           | 4:19,03 |       |